# Netamelita barnardi
Netamelita barnardi är en kräftdjursart som beskrevs av McKinney, Kalke och Holland 1978. Netamelita barnardi ingår i släktet Netamelita och familjen Melitidae. Inga underarter finns listade i Catalogue of Life.